# Гродно (Мінська область)
Гродно (біл. вёска Гродно) — село в складі Червенського району Мінської області, Білорусь. Село підпорядковане Рованичівській сільській раді, розташоване в центральній частині області.